# Gábor Obitz
Gábor Obitz (Boedapest, 18 januari 1899 - 20 maart 1953) was een Hongaars voetballer en voetbalcoach die speelde als verdediger.

## Carrière
Obitz speelde in twee periodes bij Ferencvárosi TC en wist in die tijd twee keer landskampioen te worden en drie bekers te veroveren. Hij won ook de Mitropacup in 1928. Hij speelde ook nog voor Makkabi Brünn en Holstein Kiel.
Hij speelde 15 interlands voor Hongarije waarmee hij deelnam aan de Olympische Spelen van 1924 in Parijs.
Na zijn spelerscarrière werd hij coach en trainde verschillende clubs in Europa en het nationale elftal van Finland.

## Erelijst
Ferencvárosi TC
- Landskampioen: 1927, 1928
- Hongaarse voetbalbeker: 1921, 1927, 1928
- Mitropacup: 1928